# Анна Київська (фільм)
«Анна Київська» (фр. Anne De Kyiv) — робоча назва майбутнього історично-біографічного фільму спільного виробництва України та Франції режисера Іва Анжело. Сюжет фільму заснований на історичному романі французької письменниці Жаклін Доксуа «Анна Київська, королева Франції» (фр. Anne de Kiev: reine de France, 2002).
Фільм мав вийти на екрани у 2020 році.

## Сюжет
Генріх І успадковує корону Франків, а разом із нею — занедбану країну в оточенні ворогів. Аби зміцнити позиції Франції він укладає союз із керманичем могутньої держави Київська Русь — князем Ярославом Мудрим, одружившись з його дочкою Анною Ярославною. Цей шлюб приносить розквіт країні. Анна надихає Генріха на правильні та великі вчинки. За допомогою зброї та дипломатії вони перемагають ворогів, розширюють землі та приносять на них мир і спокій. Проте щастя не триває вічно. Король Генріх І помирає, залишивши Анну регентом їх першого сина Філіппа. Але чи зможе майбутній король Франції пробачити матері, що народ любить «Білу Королеву» більше за нього…

### Скандал навколо проросійського романа-першоджерела
У квітні 2018 року навколо фільму про Анну Київську здійнявся скандал, після того як журналісти українського журналу «Український тиждень» дізналися що першоджерелом сюжету фільму має стати роман Жаклін Доксуа «Анна Київська — королева Франції» з про-російським трактуванням української історії. Зокрема українські журналісти написали офіційного лист-запит адресований Держкіно, де зазначили що "книжка [ред. автора Жаклін Доксуа] вийшла під редакцією відомого українофоба, голови редакційної ради газети «Русская мысль» Віктора Лупана, […] На сторінках своєї газети Лупан демонструє відверто антиукраїнські погляди. З перших і до останніх рядків Жаклін Доксуа послідовно втілює й без того поширене у французькій історичній літературі суто російське бачення постаті королеви Анни. Книжка не містить жодних згадок про Україну. Вона починається попередженням, що «задля ясності викладу державам надані сучасні назви: Росія та Франція».
У відповідь на запит журналістів видання «Український тиждень», голова Держкіно пообіцяв, що у разі підтвердження компанією-виробником наявності необхідної суми для фінансування проєкту та підготовки документів для укладення договору на виробництво стрічки питанню використання проросійського роману Жаклін Доксу «Анна Київська — королева Франції» як основу сценарію фільму буде присвячено додаткову увагу.

## Знімальна група
- Автори сценарію — Жаклін Доксуа[fr], Ів Анжело
- Режисер-постановник — Ів Анжело
- Продюсери — Єгор Олесов, Оксана Мельничук
- Оператор — Сергій Михальчук
- Художник-постановник — Влад Одуденко
- Художник з костюмів — Крістіан Лакруа

## Виробництво

Перший промо-постер до фільму «Anne de Kyiv»

У 2016 році фільм не став переможцем у Дев'ятому конкурсному відборі Держкіно, набравши 34.11 бали (при необхідних 35 і більше для перемоги у пітчингу). Після Дев'ятого пітчингу продюсери не змогли фінально підтвердити кандидатуру режисера, котрим хотіли запросити Режиса Варньє. Під час Дев'ятого пітчингу продюсери заявляли загальний бюджет «Анни Київської» 100 млн грн. ((частка Держкіно — 30 млн грн).
У 2017 році фільм зміг перемогти у Десятому конкурсному відборі Держкіно. Під час Десятого пітчингу, на якому фільм отримав 39,5 балів, попередній кошторис фільму було заявлено у розмірі 135 млн грн (частка Держкіно — 40,5 млн грн). Експертна комісія під час Десятого пітчингу назвала цей проєкт серед переможців, супроводжуючи свій висновок рекомендацією зменшити бюджет фільму.
Роботу над проєктом «Анна Київська» компанія Kinorob розпочала у 2016 році. Зйомки фільму заплановані на літо-осінь 2018 року на території Франції та України, а в широкий прокат «Анна Київська» вийде в 2020 році.